# Phaonia univittata
Phaonia univittata är en tvåvingeart som beskrevs av Couri, Pont och Penny 2006. Phaonia univittata ingår i släktet Phaonia och familjen husflugor.
Artens utbredningsområde är Madagaskar. Inga underarter finns listade i Catalogue of Life.